# Jamala
Susana Jamaladinova (en tatar de Crimée : Susana Alim qızı Camaladinova, en ukrainien : Сусана Алімівна Джамаладінова), plus connue sous le nom de Jamala, née le 27 août 1983 à Och, est une chanteuse ukrainienne. Elle remporte le Concours Eurovision de la chanson 2016 avec le titre 1944.

## Biographie

### Jeunesse et histoire familiale
Jamala naît à Och, alors en République socialiste soviétique kirghize, d'un père musulman tatar de Crimée et d'une mère arménienne. Ses aïeux Tatars de Crimée ont été déportés de force vers l'Asie centrale pendant la Seconde Guerre mondiale, sous le régime de Joseph Staline. Ce n'est qu'en 1989 que sa famille retourne en Crimée. Ses ancêtres maternels sont originaires du Haut-Karabagh. Ils étaient des paysans aisés jusqu'à la confiscation des terres de son arrière-grand-père et son exil à Och, où il change son nom arménien pour qu'il ressemble plus au russe. Son arrière-grand-père a également combattu au sein de l'Armée rouge.
Ses parents divorcent pendant environ quatre ans pour que sa mère puisse acheter une maison en Crimée pour la famille sous son nom de jeune fille. Les autorités soviétiques interdisent alors aux personnes d'ethnie tatar-criméenne, comme son père, d'acheter des biens en Crimée.

### Débuts musicaux
Jamala parle le russe comme langue maternelle, mais aussi couramment l'ukrainien qu'elle a appris pendant l'adolescence et aussi le tatar, langue de ses ancêtres. Bien qu'elle ait écrit des chansons en tatar de Crimée, elle ne maîtrise pas cette langue.
Elle aime la musique depuis son enfance. Elle fait ses premiers pas professionnels à l'âge de 9 ans, dans un groupe folklorique de Tatars de Crimée. Jamala, diplômée de piano de l'école de musique de Kiev, entre au conservatoire de Simféropol où elle se spécialise en chant d'opéra. Elle se consacre à la musique classique, envisage une carrière de soliste à l'opéra de Milan[réf. nécessaire].
Elle devient coach de la septième saison de The Voice of Ukraine.

## Eurovision 2016

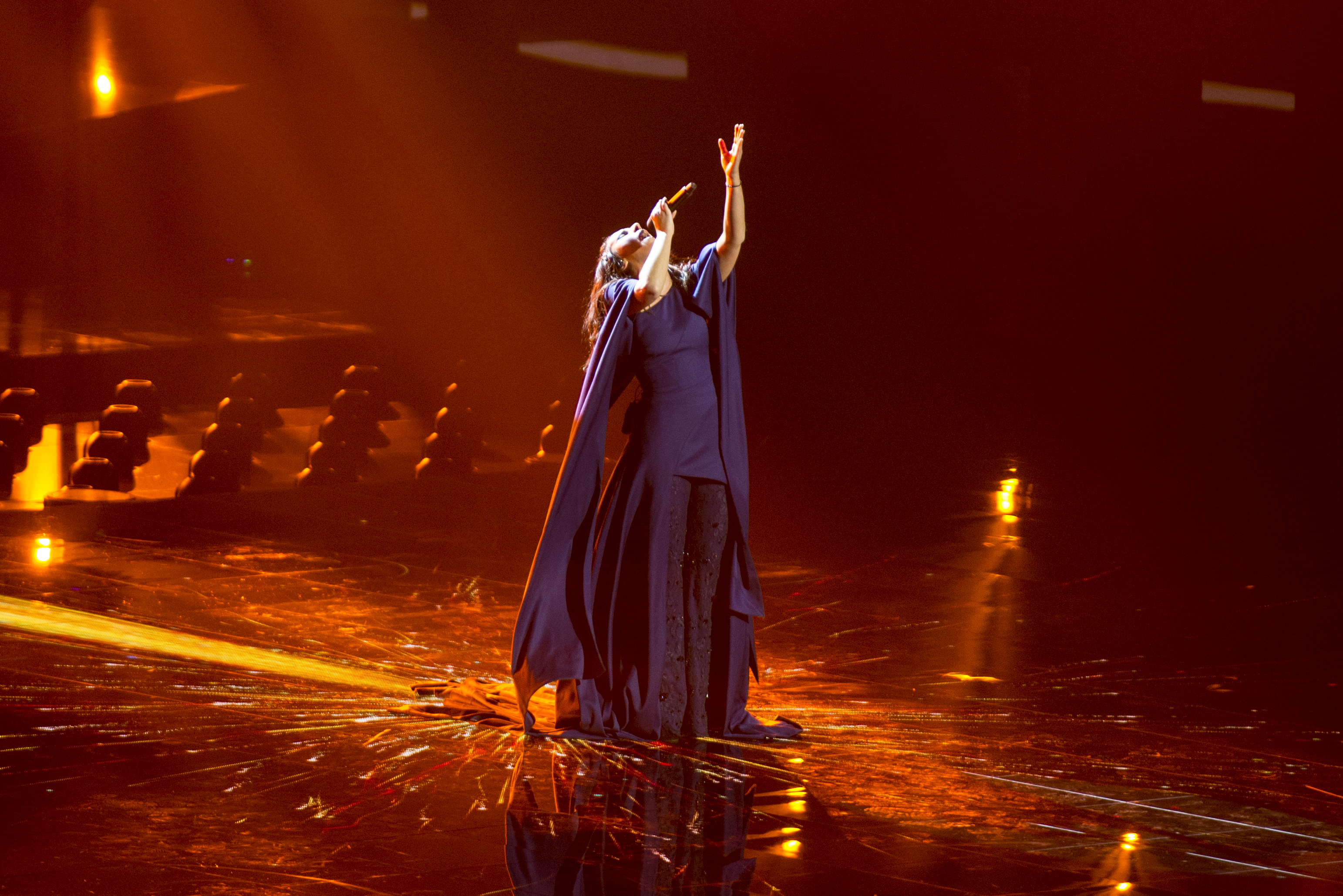
Jamala pendant l'interprétation de sa chanson au Concours Eurovision 2016

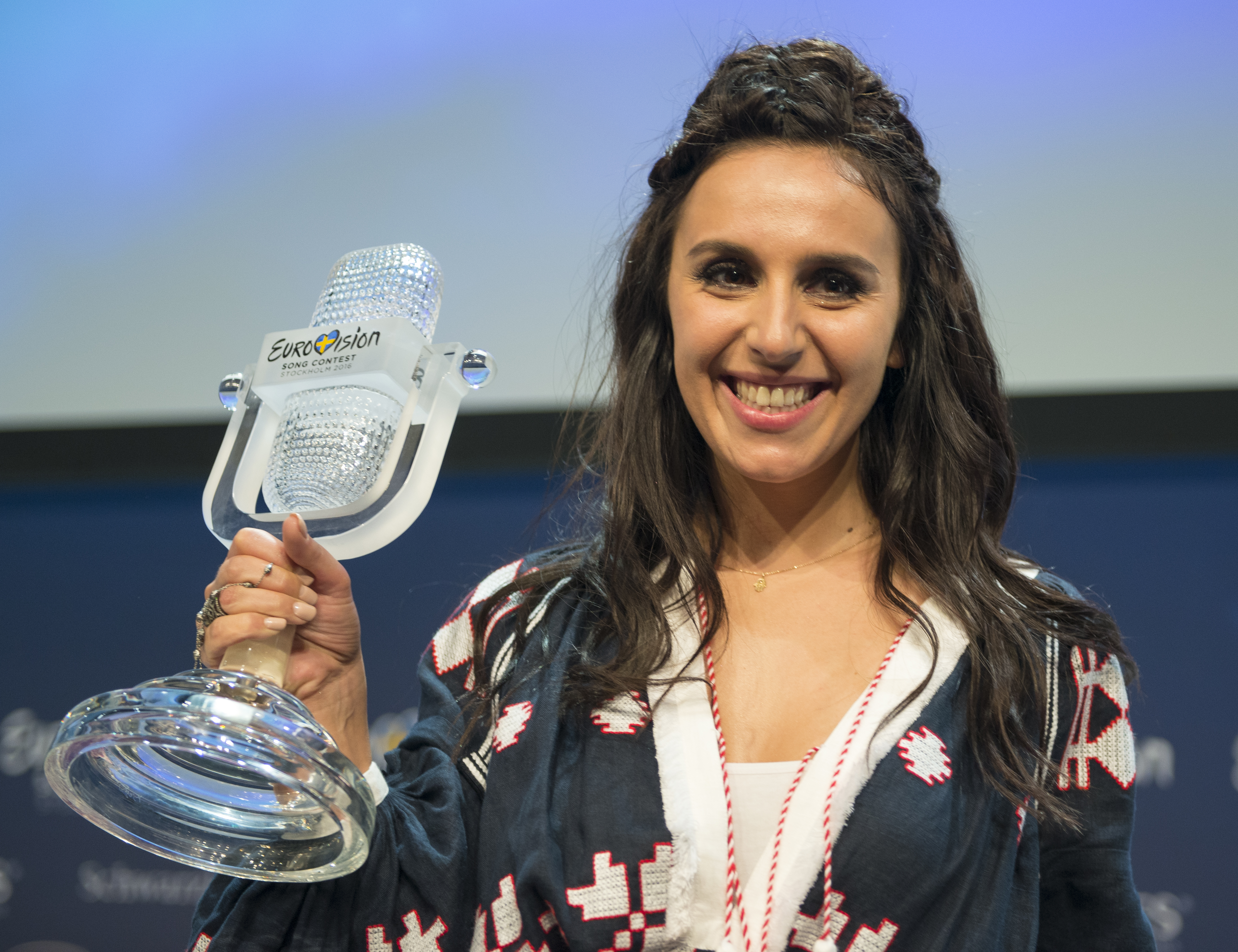
Jamala avec son trophée, au Concours Eurovision de la chanson 2016

Elle représente l'Ukraine au Concours Eurovision de la chanson 2016 avec sa chanson 1944. Elle participe à la seconde demi-finale, le 12 mai 2016, où elle se qualifie pour la finale du 14 mai. Finalement, elle remporte la compétition avec un total de 534 points, soit le plus haut score jamais atteint par une chanson gagnante de l'Eurovision, en devançant Dami Im, candidate de l'Australie, qui est classée première des jurys et Sergueï Lazarev de Russie, classé premier du vote des téléspectateurs, Jamala étant classée seconde par les jurys et par les téléspectateurs,.
La chanson est écrite en anglais et en tatar de Crimée, il s'agit donc de la troisième victoire d'une chanson qui ne soit pas intégralement composée en langue anglaise, depuis la suppression de la règle sur le choix des langues en 1999. Les deux précédentes ont été remportées par l'Ukraine en 2004 et par la Serbie en 2007.
La chanson suscite une polémique et son caractère politique est débattu, mais elle est finalement acceptée par l'organisation. Après sa victoire, elle est félicitée par les responsables politiques ukrainiens et tatars de Crimée.

### Pendant l'invasion russe de l'Ukraine
Au début de l'invasion russe de l'Ukraine, elle vit à Kyiv et doit fuir la ville avec ses deux fils, après avoir passé quelque temps dans un abri. Elle se rend à Ternopil, dans le centre-ouest de l'Ukraine, qu'elle doit également fuir. Elle traverse finalement la frontière avec la Moldavie à pied avec ses deux enfants, et la famille se réfugie à Istanbul, où vit la sœur de Jamala. Son mari l'accompagne jusqu'à la frontière, mais reste en Ukraine et rejoint les volontaires chargés d'organiser l'évacuation des réfugiés.
Elle soutient l'Ukraine et dénonce les crimes commis par la Russie, comme le massacre de Boutcha. 
Le 19 novembre 2023, elle est inscrite sur la liste noire du ministère de l'Intérieur russe pour ses prises de positions contre l'annexion de la Crimée par la Russie, survenue en 2014. Elle est accusée d'avoir diffusé de « fausses informations » sur l'armée russe. Elle est arrêtée par contumace par un tribunal moscovite, mais se trouve alors à Sydney, hors d'atteinte de la justice russe.
En mai 2024, des appels à boycotter l'Eurovision 2024 sont lancés en raison de la présence de la chanteuse israélienne Eden Golan. Jamala s'y oppose, assurant que l'Ukraine « ne peut pas se permettre d'abandonner un tel concours en temps de guerre ». Pour elle, l'Ukraine doit se saisir de toutes les opportunités pour alerter sur la guerre qui se poursuit, alors que celle-ci est de moins en moins présente dans les médias. Elle pense également que les artistes doivent rester « bruyants et créatifs ».

## Discographie

### Albums studio
| Titre           | Détails                                                                                         |
| --------------- | ----------------------------------------------------------------------------------------------- |

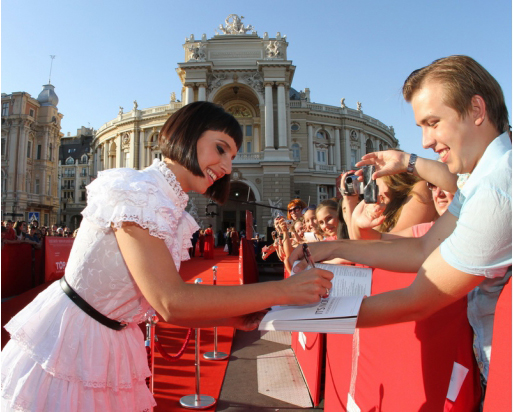
Jamala au Festival international du film d'Odessa en 2012.

| For Every Heart | - Sortie : 12 avril 2011 - Label : Moon Records Ukraine - Format : Téléchargement numérique, CD |
| All or Nothing  | - Sortie : 19 mars 2013 - Label : Moon Records Ukraine - Format : Téléchargement numérique, CD  |
| Подих (Podykh)  | - Sortie : 12 octobre 2015 - Label : Enjoy Records - Format : Téléchargement numérique, CD      |

### Albums live
| Titre                       | Détails                                                                         | Notes         |
| --------------------------- | ------------------------------------------------------------------------------- | ------------- |
| Live at Arena Concert Plaza | - Sortie : 2012 - Label : Enjoy Records - Format : Téléchargement numérique, CD | - Concert DVD |

### Singles
| 2010                                                                        | You Are Made of Love                | —  | —  | —  | —  | 239 | —  | —  | —  | —   | For Every Heart   |
| 2010                                                                        | It's Me, Jamala                     | —  | —  | —  | —  | 298 | —  | —  | —  | —   | For Every Heart   |
| 2010                                                                        | Smile                               | —  | —  | —  | —  | 189 | —  | —  | —  | —   | For Every Heart   |
| 2012                                                                        | Я Люблю Тебя (I Love You)           | —  | —  | —  | —  | —   | —  | —  | —  | —   | All or Nothing    |
| 2012                                                                        | Hurt                                | —  | —  | —  | —  | —   | —  | —  | —  | —   | All or Nothing    |
| 2013                                                                        | Кактус (Cactus)                     | —  | —  | —  | —  | —   | —  | —  | —  | —   | All or Nothing    |
| 2014                                                                        | Заплуталась (Confused)              | —  | —  | —  | —  | —   | —  | —  | —  | —   | Thank You         |
| 2014                                                                        | Злива (Shower)                      | —  | —  | —  | —  | —   | —  | —  | —  | —   | Non-album singles |
| 2014                                                                        | Чому? (Why?)                        | —  | —  | —  | —  | —   | —  | —  | —  | —   | Non-album singles |
| 2015                                                                        | Очима (Eyes)                        | —  | —  | —  | —  | —   | —  | —  | —  | —   | Подих             |
| 2015                                                                        | Шлях додому (The Way Home)          | —  | —  | —  | —  | —   | —  | —  | —  | —   | Подих             |
| 2015                                                                        | Подих (Breath)                      | —  | —  | —  | —  | —   | —  | —  | —  | —   | Подих             |
| 2016                                                                        | 1944                                | 2  | 54 | 49 | 16 | 135 | 32 | 46 | 73 | 289 | 1944              |
| 2016                                                                        | Заманили (Lured) (avec DakhaBrakha) | 17 | —  | —  | —  | 199 | —  | —  | —  | —   | (TBA)             |
| 2017                                                                        | I Believe In You                    | —  | —  | —  | —  | —   | —  | —  | —  | —   | (TBA)             |
| « — » signifie que la chanson n'a pas été classée dans le pays en question. |                                     |    |    |    |    |     |    |    |    |     |                   |

## Clips et films
| Année                                             | Titre da la chanson            | Réalisateur                      |
| ------------------------------------------------- | ------------------------------ | -------------------------------- |
| 2009                                              | History Repeating              | Alan Badoev                      |
| 2010                                              | You're Made of Love (en russe) | Katya Tsarik                     |
| 2010                                              | It's Me, Jamala (en ukrainien) |                                  |
| 2011                                              | Smile                          | Max Ksjonda                      |
| 2011                                              | Find me                        | John X Carey                     |
| 2012                                              | Я люблю тебя (en russe)        | Sergei Sarakhanov                |
| 2013                                              | Кактус (en russe)              | Denis Zakharov                   |
| 2013                                              | All These Simple Things        |                                  |
| 2013                                              | Depends On You (en russe)      | Viktor Vilks                     |
| Le Guide (Поводир, або Квіти мають, en ukrainien) |                                |                                  |
| 2014                                              | Чому? (en ukrainien)           | Denys Sakharov, Oles Sanin       |
| 2015                                              | Я заплуталась (en ukrainien)   | Tolik Sachivko                   |
| 2015                                              | Иные (en russe)                | Mykhailo Yemelianov              |
| 2016                                              | Шлях додому (en ukrainien)     | Anna Kopylova                    |
| 2016                                              | 1944                           | Anatolii Sachivko                |
| 2016                                              | Обещание (en russe)            | Denys Zakharov, Olena Demianenko |
| 2017                                              | I Believe in U                 | Ihor Stekolenko                  |

| Année | Titre                                            | Rôle        |
| ----- | ------------------------------------------------ | ----------- |
| 2014  | Le Guide                                         | Olga        |
| 2014  | Alice's Adventures in Wonderland, télévision     | Caterpillar |
| 2017  | Jamala.UA                                        | Caméo       |
| 2017  | Polina                                           | Court lady  |
| 2020  | Eurovision Song Contest : The Story of Fire Saga | Caméo       |

## Honneurs
Elle est sur la liste de personnalités figurant sur les timbres d'Ukraine depuis 2017, artiste du peuple d'Ukraine et citoyen d'honneur de la ville de Kiev.